# Björn Wittrock
Björn Fredrik Henrik Wittrock, född den 4 november 1945, är en svensk statsvetare. Han är son till Carl-Henrik Wittrock.
Wittrock studerade vid Stockholms universitet där han blev filosofie kandidat 1967, filosofie doktor 1974 och docent i statsvetenskap 1979. Han var professor i statsvetenskap vid Stockholms universitet 1986–1999, från 1994 på Lars Hiertas professur i statskunskap. Från 1999 är han professor i statsvetenskap vid Uppsala universitet.
Wittrock utnämndes 2003 till hedersdoktor vid Tartu universitet och invaldes 2006 som ledamot av Kungliga Vetenskapsakademien. Sedan 2001 är han ledamot av Academia Europaea.